# Clistopyga eldae
Clistopyga eldae là một loài tò vò trong họ Ichneumonidae.